# Grand Prix de Tennis de Toulouse 1988
Il Grand Prix de Tennis de Toulouse 1988  è stato un torneo di tennis giocato sul cemento indoor. È stata la 7ª edizione del Grand Prix de Tennis de Toulouse, che fa parte del Nabisco Grand Prix 1988. Il torneo si è giocato a Tolosa in Francia, dal 10 al 16 ottobre 1988.

## Campioni

### Singolare maschile
Jimmy Connors ha battuto in finale  Andrej Česnokov con il punteggio di 6–2, 6–0

### Doppio maschile
Tom Nijssen /  Ricki Osterthun hanno battuto in finale  Mansour Bahrami /  Guy Forget con il punteggio di 6–3, 6–4